# Шулик Іван Іванович
Іван Іванович Шулик (народився 13 жовтня 1946 в селі, нині смт Петриківка Дніпропетровської області — помер 21 жовтня 2021, Дніпро) — український театральний художник, громадсько-політичний діяч, ветеран Народного Руху України. Заслужений діяч мистецтв України (2008). Член НСХУ (1976). Звання почесного громадянина міста Дніпра присвоєно у 2022 році (посмертно).Нічого не написано про дітей та жінку, але це ж не важливо, так?

## Життєпис
Народився в сім'ї службовця та колгоспниці. Навчався в дитячій художній школі в селі Петриківка та в Дніпропетровському художньому училищі.
У 1977 році закінчив Український поліграфічний інститут ім. І. Федорова у Львові зі спеціальності художник книги.
Мешкав у Дніпрі.
У 1966—1978 роках працював головним художником на Дніпропетровській телестудії.
У 1966—1968 служив у армії — в охороні «Південмашу».
У 1978—1991 — працював у театрах Дніпропетровська головним художником.
У 1992—1995 роках працював у Дніпропетровській державній адміністрації керівником відділу з національно-культурних питань, керівником сектору оргвідділу, радником облради з громадсько-політичних питань.
У 1995—1998 — керівник оргвідділу Секретаріату Народного Руху України  у Києві.
З 1998 по 2004 рік працював головним художником обласного Молодіжного театру у Дніпропетровську.
У 2004—2006 роках працював начальником  Управління культури та туризму при Дніпропетровській ОДА.
З 2001 по 2008 рік був викладачем Дніпропетровського театрально-художнього коледжу.
З 2006  по 2019 — головний художник обласного академічного Молодіжного театру.

## Громадська і політична діяльність
У 1988 році був одним із організаторів відродження Дніпропетровської «Просвіти» — тоді «Товариство шанувальників української мови ім. Дмитра Яворницького».
У 1989 році один із організаторів Народного Руху України за перебудову на Січеславщині.
З 1990 року очолював обласну та міську Дніпропетровські організації НРУ.
16 липня 1991 року вперше у Дніпропетровську урочисто на високій щоглі закріпив національний прапор України.
У 1991 році очолив опір ГКЧП у Дніпропетровську.
28 серпня 1991 року організував підняття синьо-жовтого прапора при вході до Дніпропетровської міськради, а 29-го серпня — над приміщенням міськради. Особисто очолив групу, яка підняла прапор  на даху міськради.
З серпня 1991 року очолював Дніпропетровський обласний Громадський Комітет з підготовки й проведення Всеукраїнського референдуму 1 грудня. Одночасно був довіреною особою кандидата у Президенти України В'ячеслава Чорновола.
З 1999 по 2007 рік очолював Дніпропетровську обласну організацію Українського Народного Руху та Української народної партії.
У 2004 році брав активну участь у Помаранчевій революції, у лютому 2014 року — у Революції гідності.

## Творчість
У 1976 році прийнятий до спілки Театральних діячів.
З 1977 року — член Національної спілки художників України.
1966 року Іван Шулик він став працювати художником на Дніпропетровській студії телебачення. Потім працював головним художником в театрах міста Дніпропетровська, а також сценографом вистав у інших містах України (Київ, Хмельницький, Кам'янське, Кривий Ріг, Запоріжжя) і Росії (Орел). Іван Шулик поставив сценографію в понад 70 виставах, зокрема в таких як: «Адвокат Маркіян», «На полі крові» Лесі Українки, «Дім Бернарди Альби» Г. Лорки, «Тригрошова опера» Бертольта Брехта, «Я прийшов дати вам волю» Василя Шукшина, «Майстер і Маргарита», «Собаче серце» Михайла Булгакова, «Безталанна» Карпенка-Карого, «97» Миколи Куліша, «Жайвір Ануя», «Три мушкетери» Олександра Дюма, «Шельменко- денщик» Григорія Квітки-Основ'яненка, «Конотопська відьма» Богдана Жолдака, «Молода хазяйка Ніскавуорі» Вуолійокі, «Річард ІІІ» Шекспіра, «Два ангели, чотири людини» Віктора Шендеровича, «Мойсей» Івана Франка, «Собор» Олеся Гончара.
У своїй творчій манері Іван Шулик певною мірою сповідує естетичні погляди свого учителя Данила Даниловича Лідера. Це органічне поєднання ліризму, поетичності, традиційних для української національної культури, з чіткою концептуальністю, в основі якої є конфлікт, що породжує драматичну напруженість і масштабність, характерні для сучасного світового мистецтва.
Іван Шулик — яскрава творча індивідуальність, йому притаманне режисерське пластичне мислення, здатність витонченого проникнення в ідею вистави. Образна мова його творчості метаморфічна, поліфонічна, самобутня.
1986 року Іван Шулик прийнятий до Національної спілки театральних діячів, а у 1987 році став членом Національної спілки художників. 2008 року його творчість відзначена високим державним званням «Заслужений діяч мистецтв України».

## Відзнаки
- Нагороджений міжнародною премією ім. Владислава Клеха (2006).
- Нагороджений театральними преміями «Гран-Прі Січеславна» та преміями «Січеславна» (2000—2008).
- Удостоєний звання Заслужений діяч мистецтв України (2008)
- Почесний громадянин міста Дніпра (2022, посмертно)